# Kieran Akhtar
Kieran Imran Akhtar (ur. 2 stycznia 1998) – kanadyjski zapaśnik walczący w stylu klasycznym. Wicemistrz panamerykański z 2020 roku.
Zawodnik Evan Hardy Collegiate z Saskatoon i University of Saskatchewan.